# Pyrrus II z Epiru
Pyrrus II (gr.: Πύρρος, Pýrros) (zm. ok. 240 p.n.e.) – król Epiru od ok. 255 p.n.e. do swej śmierci. Starszy syn króla Epiru Aleksandra II i królowej Olimpias II. Ok. 255 p.n.e., po śmierci ojca, znalazł się pod opieką matki z powodu swej niepełnoletności. Matka rządziła Epirem jako regentka do uzyskania przez niego wieku męskiego, do ok. 240 p.n.e. Wówczas Pyrrus objął pełnię władzy nad krajem. Jednak niebawem zmarł w młodym wieku. Pozostawił po sobie z nieznanej z imienia żony dwie córki: Nereidę, żonę Gelona, syna króla syrakuzańskiego Hierona II, oraz Dejdamię, przyszłą ostatnią władczynię Epiru. Po śmierci Pyrrusa jego następcą został młodszy brat Ptolemeusz. 